# Renovación Vallenata
La "Renovación Vallenata", es la agrupación musical más sonada y originaria del Estado Falcón, Venezuela. Sus canciones son conocidas en toda Venezuela y Colombia y se ha ganado  la aceptación de estos dos países. se destacan en los géneros musicales de la cumbia, vallenato, y de éstos sus ritmos.
Fue fundada el 14 de enero de 1988 por su propietario Frank Velázquez quien además es acordeonista, cantante y compositor.
Es una agrupación con un estilo único, y se ha caracterizado por sus temas de doble sentido y jocosidad; han pasado varias generaciones de músicos, pero el estilo nunca se ha perdido.
Entre los actuales integrantes de esta prestigiosa agrupación están:
-Frank Velázquez, cantante, acordeonista y director
-Emilio Jr González, cantante acordeonista
-Deibys Sánchez Cantante solista
-Elyzaul Bermúdez Bajista y compositor
-Emilio Hurtado piano
-Yoannys Gonzalez timbales
-Julio Rodríguez Guira
-Luis Gonzalez Congas
-Daniel " el niño" martinez Caja
Nayib Méndez animador 

## Discografía
- La Renovación Vallenata Volumen 7 "En Vivo"
- Renovación Vallenata ¡Se prendió el bochinche!

- Datos: Q56377395